# Košice (district de Tábor)
Pour les articles homonymes, voir Košice (homonymes).
Košice (en allemand : Koschitz) est une commune du district de Tábor, dans la région de Bohême-du-Sud, en République tchèque. Sa population s'élevait à 782 habitants en 2020.

## Géographie
Košice se trouve à 12 km au sud-est de Tábor, à 44 km au nord-est de České Budějovice et à 87 km au sud-sud-est de Prague.
La commune est limitée par Planá nad Lužnicí et Turovec au nord, par Dlouhá Lhota, Skopytce et Krátošice à l'est, par Tučapy, Myslkovice et Roudná au sud, et par Skalice à l'ouest.

## Histoire
La première mention écrite du village date de 1404.

## Administration
La commune se compose de deux quartiers :
- Doubí nad Lužnicí
- Košice u Soběslavi (comprend le hameau de Borek)